# دان باتريك (ممثل)
دان باتريك (بالإنجليزية: Dan Patrick)‏ هو معلق رياضي وممثل أمريكي، ولد في 15 مايو 1956 في الولايات المتحدة.

## أعمال

### أفلام
- (2015) السخفاء الستة[4]

## وصلات خارجية
- دان باتريك على موقع IMDb (الإنجليزية)
- دان باتريك على موقع روتن توميتوز (الإنجليزية)
- دان باتريك على موقع ميوزك برينز (الإنجليزية)
- دان باتريك على موقع قاعدة بيانات الفيلم (الإنجليزية)